# Drebley
Drebley – osada w Anglii, w hrabstwie ceremonialnym North Yorkshire, w dystrykcie (unitary authority) North Yorkshire, w civil parish Barden. Leży 10 km od miasta Skipton. Drebley jest wspomniana w Domesday Book (1086) jako Drebelaie.